# Дяченко Микола Тимофійович
Дяченко Микола Тимофійович (нар. 1 січня 1925, Луганське, Бахмутський район, Луганська область, Україна — 27 липня 1983, Харків, Україна) — український музеєзнавець, освітянин, історик, науковець, автор книг з історії Харкова та Харківщини. Кандидат історичних наук, доцент.

## Життєпис
Микола Тимофійович Дяченко народився у с. Луганське Артемівського (нині — Бахмутського) району Донецької області 1 січня 1925 р. З 1943 по 1947 рр. працював на залізниці в Дебальцеве. У 1945 р. нагороджений відомчою нагородою «Почесний залізничник» за організацію військових перевезень.
У 1953 р. закінчив навчання у Харківському державному університеті ім. Горького (нині — Харківський національний університет ім. Каразіна). З 1950 по 1971 рр. працював на наукових посадах у Харківському історичному музеї. У 1971 р. захистив дисертацію за темою «Этнографические исследования Слободской Украины в 18 — 1 п.19 вв.» на здобуття вченого звання кандидата історичних наук в Інституті мистецтвознавства. З 1972 по 1982 рр. працював на кафедрі Теорії історії культурно-просвітньої роботи в Харківському державному інституті культури. З 1975 р. — доцент, з 1976 по 1982 рр. — завідувач кафедри. Член Президії Харківської обласної організації Українського товариства охорони пам'яток історії та культури. Багаторічний дописувач харківських газет на історико-краєзнавчу тематику.
Помер 27 липня 1983 р. у Харкові, похований на Міському кладовищі № 13 в Харкові.

## Нагороди
- Відомча нагорода «Почесний залізничник» (1945)

- Відомча нагорода «За відмінну працю» Міністерства культури СРСР (1967)

- Медаль «За доблесну працю. В ознаменування 100-річчя з дня народження Володимира Ілліча Леніна» (1970)

## Основні праці
- Дяченко М. Т. З історії Харківських вулиць і площ. — Х., 1961.

- Дяченко М. Т. Етапи заселення Слобідської України в 17-18 ст. // Український історичний журнал. — 1970. — № 8. — С. 41-51.

- Дяченко М. Т. Етнографічна пам'ятка 18 ст. // Народна творчість і етнографія. — 1970. — № 1. — С. 87-91.

- Дяченко М. Т. Ізюм: історико-краєзнавчий нарис. — Х., 1963.

- Дьяченко Н. Т. Улицы и площади Харькова. — Х., 1966.[1]

- Дьяченко М. Т., Уманский М. В., Олейник В. В. Харьков: путеводитель. — Х., 1967.

- Дьяченко М. Т. Этнографические исследования Слободской Украины в 18 — 1 п.19 вв. Автореф — К., 1971.

- Харків: місця історичних подій, пам'ятники, заклади культури, видатні діячі / Упоряд. М. Т. Дяченко, С. О. Розін, В. І. Рябко. — Х, 1957.